# Metoda Tustina
Metoda Tustina (zwana też transformatą Tustina lub transformatą biliniową) – oparta na aproksymacji metoda przekształcania układów czasu ciągłego (przedstawionych w przestrzeni Laplace’a) na układy czasu dyskretnego (przedstawione w przestrzeni Z) lub odwrotnie, stosowana w teorii sterowania.
Aby dokonać przekształcenia metodą Tustina, można użyć następujących podstawień w {\displaystyle H(s)} lub odpowiednio {\displaystyle H(z){:}}
{\displaystyle s={\frac {2}{T}}{\frac {(z-1)}{(z+1)}},}
przy transformacji z przestrzeni Laplace’a do przestrzeni Z (transformacja Tustina) albo
{\displaystyle z={\frac {2+sT}{2-sT}}}
przy transformacji z przestrzeni Z do przestrzeni Laplace’a.
Transformacja biliniowa mapuje zespoloną płaszczyznę S (przekształcenia Laplace’a) na zespoloną płaszczyznę Z (przekształcenia Z), mimo że przekształcenie to jest nieliniowe, użyteczne jest przez to, że mapuje całą oś {\displaystyle j\Omega } płaszczyzny S na okrąg jednostkowy płaszczyzny Z.
Jako taka, transformata Fouriera (która jest transformatą Laplace’a określoną na osi {\displaystyle j\Omega }) staje się dyskretną transformatą Fouriera. Ma to miejsce przy założeniu, że transformata Fouriera istnieje; to znaczy, że oś {\displaystyle j\Omega } znajduje się w obszarze zbieżności transformaty Laplace’a.

## Wyprowadzenie transformacji Tustina
Transformacja Tustina polega na aproksymacji Padé funkcji eksponencjalnej {\displaystyle z=e^{sT}{:}}
{\displaystyle z=e^{sT}={\frac {e^{sT/2}}{e^{-sT/2}}}\approx {\frac {1+sT/2}{1-sT/2}}}
i odwrotnie:
{\displaystyle {\begin{aligned}s&={\frac {1}{T}}\ln(z)={\frac {2}{T}}\left[{\frac {z-1}{z+1}}+{\frac {1}{3}}\left({\frac {z-1}{z+1}}\right)^{3}+{\frac {1}{5}}\left({\frac {z-1}{z+1}}\right)^{5}+{\frac {1}{7}}\left({\frac {z-1}{z+1}}\right)^{7}+\ldots \right]\\&\approx {\frac {2}{T}}{\frac {z-1}{z+1}}={\frac {2}{T}}{\frac {1-z^{-1}}{1+z^{-1}}}.\end{aligned}}}